# Ann Bishop (bióloga)
Ann Bishop (19 de diciembre de 1899-7 de mayo de 1990) fue una bióloga que se especializó en protozoología y parasitología. Su obra más conocida es un estudio completo del Plasmodium, el parásito de la malaria, y la investigación de varias quimioterapias para la enfermedad.
Más tarde estudió la farmacorresistencia del parásito, investigación que resultó valiosa para el ejército británico en la Segunda Guerra Mundial.
Ella descubrió el potencial de resistencia cruzada en los parásitos durante ese mismo período. Bishop también descubrió el protozoo Pseudotrichomonas keilini y trabajó con Aedes aegypti como parte de su investigación sobre la enfermedad.

## Honores
Elegida miembro de la Royal Society en 1959, fue la fundadora de la Sociedad Británica de Parasitología.

## Algunas publicaciones
- Bishop, Ann (1923). «Some observations upon Spirostomum ambiguum (Ehrenberg)» (PDF). Quarterly J. of the Microscopical Society 67: 391-434.
- Bishop, Ann (1927). «The cytoplasmic structures of Spirostomum ambiguum (Ehrenberg)» (PDF). Quarterly J. of the Microscopical Society 71: 147-172.
- Laidlaw, P. P.; Dobell, Clifford; Bishop, Ann (1928). «Further experiments on the action of emetine in cultures of Entamoeba histolytica». Parasitology 20 (2): 207-220. doi:10.1017/S0031182000011604.
- Bishop, Ann; Dobell, Clifford (1929). «Researches on the intestinal protozoa of monkeys and man. III: The action of emetine on natural amoebic infections in Macaques». Parasitology 21 (4): 446-468. doi:10.1017/S0031182000029334.
- Bishop, Ann (1929). «Experiments on the action of emetine in cultures of Entamoeba coli». Parasitology 21 (4): 481-486. doi:10.1017/S003118200002936X.
- Bishop, Ann (1931). «The morphology and division of Trichomonas». Parasitology 23 (2): 129-156. doi:10.1017/S0031182000013524.
- Bishop, Ann (1938). «Histomonas meleagridis in domestic fowls (Gallus gallus). Cultivation and experimental infection». Parasitology 30 (2): 181-194. doi:10.1017/S0031182000025749.
- Bishop, Ann (1942). «Chemotherapy and avian malaria». Parasitology 34 (1): 1-54. doi:10.1017/S0031182000015985.
- Bishop, Ann; Gilchrist, Barbara M. (1946). «Experiments upon the feeding of Aëdes aegypti through animal membranes with a view to applying this method to the chemotherapy of malaria». Parasitology 37 (1–2). doi:10.1017/S0031182000013202.
- Bishop, Ann; Birkett, Betty (1947). «Acquired resistance to paludrine in Plasmodium gallinaceum». Nature 159 (4052): 884. doi:10.1038/159884a0.
- Bishop, Ann; Birkett, Betty (1948). «Drug-resistance in Plasmodium gallinaceum, and the persistence of paludrine-resistance after mosquito transmission». Parasitology 39 (1–2): 125-137. doi:10.1017/S0031182000083657.
- Bishop, Ann; McConnachie, Elspeth W. (1948). «Resistance to sulphadiazine and ‘paludrine’ in the malaria parasite of the fowl (p. Gallinaceum)». Nature 162 (4118): 541-543. doi:10.1038/162541a0.
- Bishop, Ann; McConnachie, Elspeth W. (1950). «Sulphadiazine-resistance in Plasmodium gallinaceum and its relation to other antimalarial compounds». Parasitology 40 (1–2): 163-174. doi:10.1017/S0031182000017996.
- Bishop, Ann (1955). «Problems concerned with gametogénesis in Haemosporidiidea, with particular reference to the genus Plasmodium». Parasitology 45 (1–2): 163-185. doi:10.1017/S0031182000027542.
- Bishop, Ann; McConnachie, Elspeth W. (1956). «A study of the factors affecting the emergence of the gametocytes of Plasmodium gallinaceum from the erythrocytes and the exflagellation of the male gametocytes». Parasitology 46 (1–2): 192-215. doi:10.1017/S0031182000026433.
- Bishop, Ann (1959). «Drug resistance in protozoa». Biological Rev. 34 (4): 334-500. doi:10.1111/j.1469-185X.1959.tb01317.x.

## Abreviatura (zoología)
La abreviatura Bishop  se emplea para indicar a Ann Bishop como autoridad en la descripción y taxonomía en zoología.

- Datos: Q4766275
- Multimedia: Ann Bishop (biologist) / Q4766275
- Especies: Ann Bishop

1. ↑  Todos los géneros y especies descritos por este autor en IPNI.